# Котоване (археологічна пам'ятка)
Котоване  — комплекс пам'яток історії і культури первісної людини, датований неолітом і енеолітом, а також поселень давньоруського часу.

## Розташування і датування
Розташований в околицях села Котоване Дрогобицького району Львівської області.

## Загальний опис
Найбільш дослідженим є поселення доби неоліту культури лінійно-стрічкової кераміки (Котоване I — урочища Запуст і Дубина). Під час розкопок 1942 археологічною експедицією Львівського історичного музею під керівництвом Ярослава Пастернака тут зафіксовано два житла типу напівземлянок, знайдено багато кам'яних і керамічних виробів. Це були одні з перших повністю досліджених жител культури лінійно-стрічкової кераміки на західноукраїнських теренах.
Перше поселення розміщене в урочищі Запуст на захід і північний захід від села на невисокому пагорбі за 2 км від річки Бистриці. Довжина поселення становила 1 км, ширина — 200—300 м. Довжина першого житла становила 9,8 м, ширина — 0,7-2,8 м, глибина — 0,42-1,20 м від сучасної поверхні. У напівземлянці — три господарські ями. Другу напівземлянку виявлено на відстані приблизно 7,5 м на південний схід від першої. Розміри її — 4,0-1,0-1,68 м. На відстані 1 км на північ від урочища Запуст в урочищі Дубина, Я. Пастернак дослідив ще одне поселення культури лінійно-стрічкової кераміки. Зібраний тут матеріал складається лише з фрагментів глиняного посуду, які не відрізняються від кераміки, знайденої в урочищі Запуст.

## Історія досліджень
Пам'ятка вивчалася Володимиром Кобільником, Ярославом Пастернаком, Ігорем Свєшніковим, Леонідом Мацкевим, Володимиром Козаком та іншими.